# Luca Tarigo
«Лука Таріго» (італ. Luca Tarigo) - ескадрений міноносець типу «Навігаторі» Королівських ВМС Італії  часів Другої світової війни.

## Історія створення
Ескадрений міноносець «Лука Таріго» був закладений 30 серпня 1927 року на верфі фірми «Ansaldo» у Генуї. Спущений на воду 9 грудня 1928 року, увійшов до вкладу флоту 16 листопада 1929 року. 
Протягом червня-вересня 1930 року перебував у верфі, де пройшов так звану «першу модернізацію», після чого повернувся до складу флоту.
Свою назву отримав на честь італійського мандрівника та мореплавця 14-го століття Луки Таріго.

## Історія служби

### Довоєнна служба
Після вступу у стрій есмінець «Лука Таріго» був включений до складу 2-ї ескадри італійського флоту. Його часто переводили з однієї ескадри в іншу.
З 1 грудня 1930 року по 18 березня 1931 року корабель брав участь у великому Атлантичному поході, метою якого було забезпечення трансатлантичного перельоту «Італія - Бразилія».
8 грудня того ж року брав участь у святкуванні 50-ї річниці заснування морської академії в Ліворно.
У березні 1932 року корабель здійснив візит в Монако, а у грудні - на грецькі острови Фалеро та Корфу.
Під час громадянської війни в Іспанії «Лука Таріго» був стаціонером в Пальма-де-Мальйорка та Барселоні.
Після повернення в Італію есмінець був зарахований до складу 16-ї ескадри та діяв в Егейському морі.
З 6 травня по 16 серпня 1940 року корабель перебував у Ліворно, де на ньому проводилась так звана «друга модернізація».

### Друга світова війна
Після вступу Італії у віцну есмінець «Лука Таріго» у складі 16-ї ескадри міноносців брав участь у супроводі конвоїв в Північну Африку.
В період з 7 по 10 жовтня 1940 року есмінець у складі 14-ї ескадри здійснив постановки мінних загороджень «4AN» (на схід від мису Бон) та «M-3» (південніше Мальти). На мінному загородженні «4AN» у грудні того ж року загинув британський есмінець «Гіперіон».
7-8 січня 1941 року есмінець брав участь у постановці мінних загороджень «X-2» та «X-3» на північ від мису Бон. У лютому-березні успішно супроводжував конвої в Північну Африку.
1 квітня 1941 року з Італії в Триполі вийшов конвой з транспортів (колишніх лайнерів) «Конте Россо», «Марко Поло», «Есперія» та «Вікторія» під охороною есмінців «Лука Таріго», «Балено» та «Еуро». На переході конвой був підсилений міноносцями «Поллуче» та «Партенопе». Конвой благополучно дійшов до пункту призначення та повернувся назад.

#### Загибель
13 квітня 1941 року з Неаполя вийшов конвой німецьких транспортів «Адана», «Арта», «Аегіна», «Ізерон» та італійського транспорту «Сабаудія» під охороною есмінців «Лука Таріго», «Балено» та «Лампо». Командував конвоєм капітан 2-го рангу П'єтро де Крістофаро.
15 квітня конвой був помічений літаком-розвідником з Мальти. На перехоплення вийшло ударне з'єднання у складі есмінців «Могаук», «Джервіс», «Джейнес» та «Нубіан» під командуванням капітана 1-го рангу Філіпа Мака (англ. Philip Mack).
16 квітня о 1:59 британці помітили конвой біля острову Керкенна і протягом 20 хвилин розстрілювали транспортні кораблі. О 2:23 есмінець «Нубіан» помітив «Лука Таріго» та відкрив вогонь, влучивши у командний мостик та кормову частину. Незабаром підійшли есмінці «Джервіс» та «Могаук». Перший же залп «Джервіса» влучив у мостик. Капітан корабля П'єтро де Крістофаро був важко поранений, йому відірвало ногу, але він продовжував керувати боєм, допоки не помер від втрати крові. 
О 2:30 «Лука Таріго» випустив торпеду, яка влучила в «Могаук», кормова частина корабля була відірвана. Британський есмінець зупинився, але продовжував обстрілювати транспортне судно (імовірно «Арту»). Потім «Могаук» зав задній хід, але в цей час у нього влучила друга торпеда. 
З 2:47 по 2:59 «Лука Таріго» вів бій з есмінцем «Джейнес». Італійський есмінець був важко пошкоджений, британці вирішили, що з ним покінчено та припинили вогонь. Але о 3:11 італійці випустили ще одну торпеду, яка пройшла поряд з «Джервісом». Капітан Мак наказав добити італійський есмінець. «Джейнес» підійшов на відстань близько 2 км і відкрив вогонь. В середній частині італійського корабля прогрмів вибух і незабаром він затонув. Загинули майже всі члени екіпажу. Вдалось вижити лише 36 морякам.
Потім «Джейнес» добив покинутий командою «Могаук». 
Капітан П'єтро де Крістофаро посмертно був нагороджений Золотою медаллю «За військову доблесть». 
Загалом протягом війни есмінець здійснив 30 бойових походів, пройшовши 18 000 миль.
у 1950-1951 роках рештки корабля були знайдені фірмою «MICOPERI» (Minio Contivecchi Recuperi) на невеликій глибині та частково розібрані на метал.